# アンコウ目
アンコウ目（アンコウもく、学名：Lophiiformes）は、硬骨魚類の分類群の一つ。5亜目18科72属で構成され、アンコウ・カエルアンコウなど358種を含む。所属する魚類はすべて海水魚で、チョウチンアンコウ類など深海に生息する種類が多い。

## 分布
アンコウ目の魚類は北極海・南極海の周辺を含めたほとんど全世界の海洋に分布し、大半の種類は水深200m以深を主な生息域とする深海魚である。大きく5亜目に分けられ、アンコウ亜目・カエルアンコウ亜目・フサアンコウ亜目・アカグツ亜目は漸深層の海底で生活する底生魚を多く含み、残るチョウチンアンコウ亜目は大半が中深層から漸深層にかけての中層で浮遊生活を送る漂泳魚である。遊泳力に劣るチョウチンアンコウ類は海流によって放散し、汎存種となっているものも多い一方、深海中層性魚類としての個体数に占める割合は非常に少ない。

## 形態

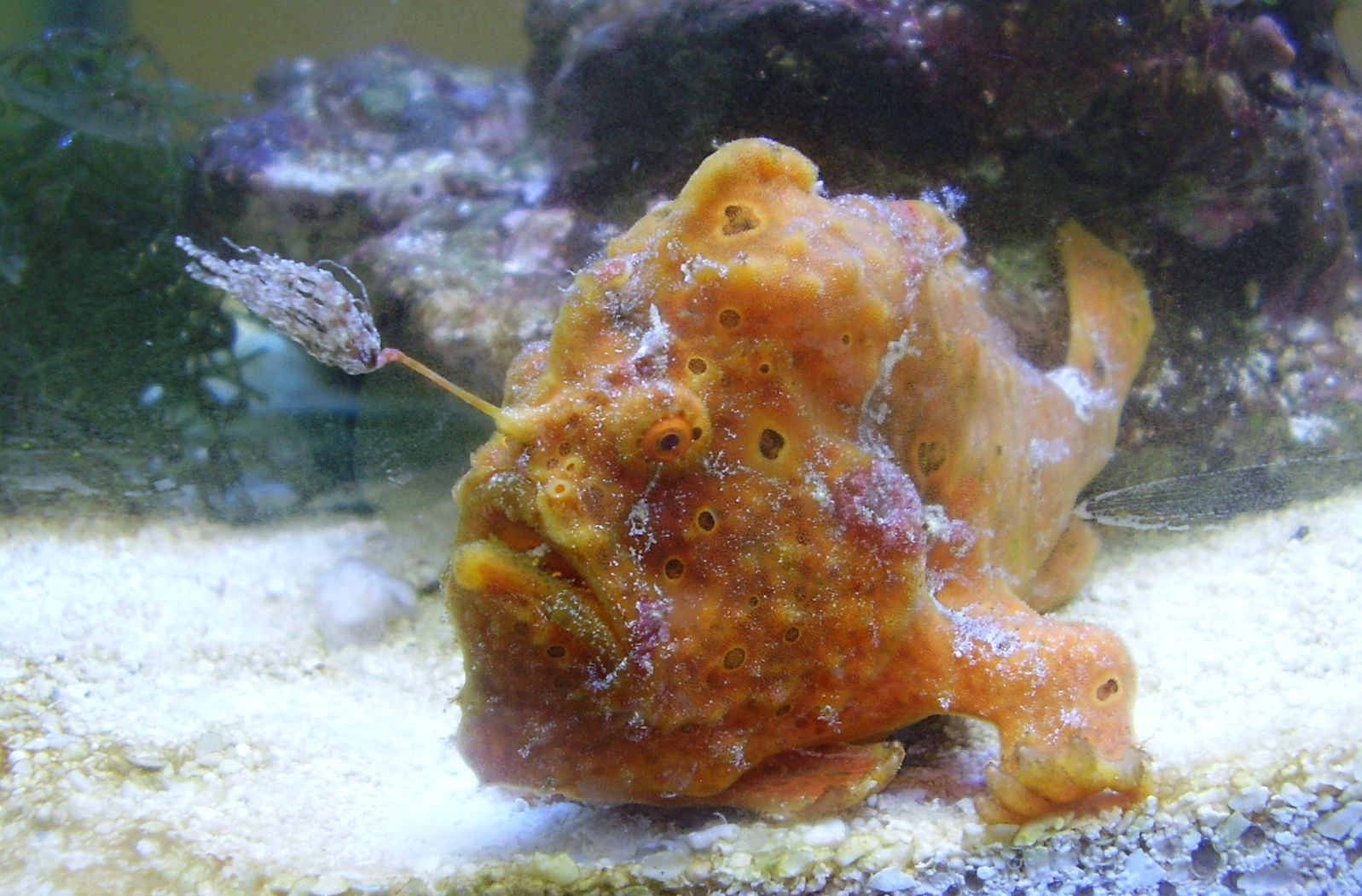
イロカエルアンコウ （カエルアンコウ科）。誘引突起を伸ばした姿。本種の擬餌状体は房状の構造をとっている

アンコウ目魚類の特徴として、頭部から釣り竿のように細長く突き出た誘引突起（イリシウム）の存在がある。これは背鰭の第1棘条が変形したもので、アンコウ類は誘引突起をルアーのように動かして餌をおびき寄せるために使用する。誘引突起の先端がさらに変形し、膨化した部分を擬餌状体（エスカ）と呼ぶ。チョウチンアンコウの仲間など、擬餌状体で発光バクテリアによる共生発光を行う種類も少なくない。
アンコウ亜目とアカグツ亜目の仲間は、縦方向につぶれた縦扁型をしており、砂地での底生生活に適応している。他の3亜目（カエルアンコウ亜目・フサアンコウ亜目・チョウチンアンコウ亜目）は卵型から球型の、やや丸みを帯びた体をしている。卵はゼラチン状の鞘に包まれた状態で体外に放出される。
腹鰭（1棘4軟条、まれに5軟条）がある場合は、胸鰭より前方に位置する。鰓（えら）の孔は小さく管状で、胸鰭の基部またはその後方に開口する。浮き袋を持つ場合は、消化管とは接続していない。骨格上の特徴としては、鰓条骨は5-6本で、肋骨を欠き、頭蓋骨が直後の椎骨と癒合する点が挙げられる。胸鰭の担鰭骨は2-5本で、幅は狭く伸長し、腹側の１本は遠位に拡大する。上耳骨は頭頂骨から分離し、上後頭骨後部の正中線上で接する。第1・第2尾鰭椎は尾鰭椎前第1椎体と癒合し、板状となる。鱗を持たない種類が多く、皮膚にはトゲやこぶ状の突起物、あるいは皮弁が発達している。

## 分類
アンコウ目にはアンコウ亜目・カエルアンコウ亜目・フサアンコウ亜目・アカグツ亜目・チョウチンアンコウ亜目の5亜目の下に、18科72属358種が所属する。本目は1960年代以降、伝統的に側棘鰭上目に含められていたが、Nelson（2016）の分類体系においてヒシダイ科に最も近縁なグループとして棘鰭上目に属することとなった。フサアンコウ亜目・チョウチンアンコウ亜目は、かつてはそれぞれ上科としてアカグツ亜目に含められていた。

### アンコウ亜目
アンコウ亜目 Lophioidei は1科4属28種で構成される。腹鰭を持ち、偽鰓（擬鰓）は大きい。前頭骨は癒合し、頭部後方に1-3本の棘条を有する。

#### アンコウ科

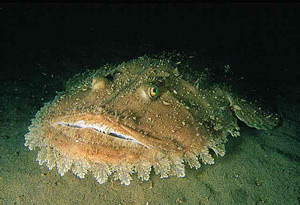
アンコウ科の1種。本科魚類は大きくて扁平な頭部と幅広い口、下顎から体側にかけて房のように連なった皮弁を持つ

アンコウ科 Lophiidae は4属28種からなり、地中海を含む大西洋、インド洋・太平洋および北極海に分布する。アンコウ・キアンコウなどの食用種を含む。頭部の誘引突起は可動性でよく発達し、餌生物を捕食可能な範囲に引き付けるために利用されている。
頭部は大きく、縦方向につぶれ平たくなっている（ダルマアンコウ属は丸みを帯びる）。下顎の周囲から頭側部～体部にかけての皮膚には、多数の皮弁が存在する。胸鰭・第2背鰭・臀鰭の鰭条はそれぞれ13-28本、8-12本、6-10本。歯はよく発達し、椎骨は18または19個で、キアンコウ属のみ26-31個。
始新世の絶滅属として Eosladenia 属・Sharfia 属が、それぞれ北コーカサスおよびイタリアから報告されている。
- ヒメアンコウ属 Lophiodes
- アンコウ属 Lophiomus
- キアンコウ属 Lophius
- ダルマアンコウ属[9] Sladenia

### カエルアンコウ亜目
カエルアンコウ亜目 Antennarioidei は4科21属64種で構成される。本亜目はかつてイザリウオ亜目と呼ばれていたが、差別的用語を含むとして、日本魚類学会により2007年に亜目名・科名・種名が変更された。
頭部には背鰭の棘条が3本それぞれ独立して存在し、第1棘は誘引突起に分化し、第2棘は短いが皮下には埋もれない。誘引突起と背鰭第3棘条の担鰭骨は著しく扁平になった部分を持つ。間舌骨に突起を有し、前鰓蓋骨と接続する。
本亜目およびフサアンコウ亜目・アカグツ亜目の仲間は以下の形質を共有する：ほとんどの種が海底付近で暮らす底生魚である。腹鰭を持ち、胸鰭はしばしば腕のような形状をしている。小さいながらも偽鰓を有し、体は皮膚が変形した小さな突起によって覆われる。前頭骨は後部のみ癒合する。

#### カエルアンコウ科

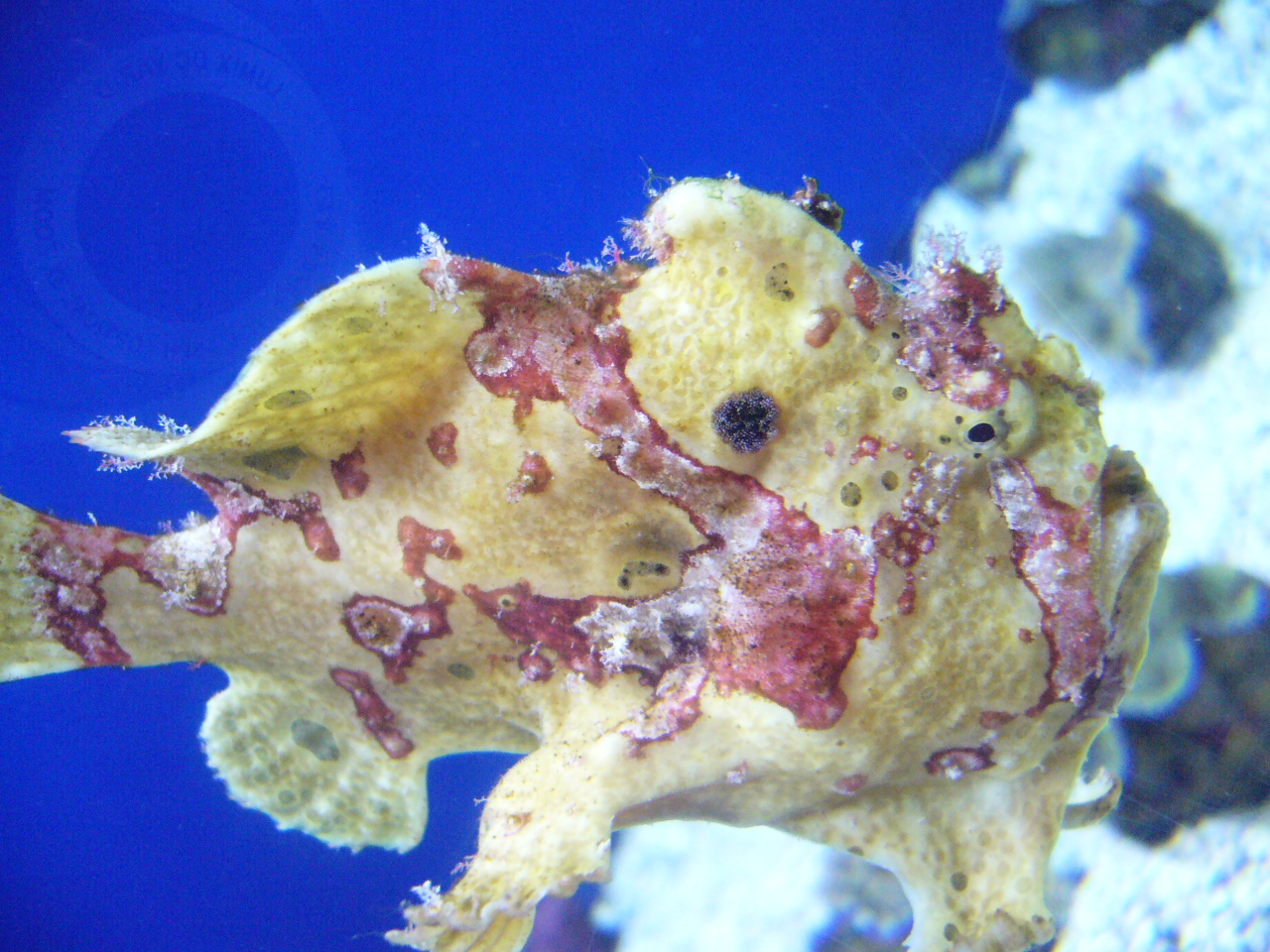
カエルアンコウ （カエルアンコウ科）。色彩変化が非常に多い種類。ごく浅い海域にも生息し、スクーバダイビングでの観察対象にもなっている

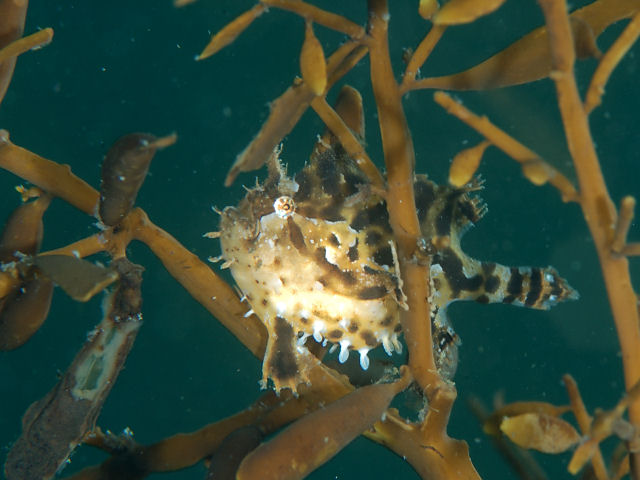
ハナオコゼ （カエルアンコウ科）。アンコウ目としては例外的な表層性の種類で、発達した胸鰭を使い流れ藻につかまって生活する

カエルアンコウ科 Antennariidae は13属47種を含み、地中海を除く世界の熱帯・亜熱帯海域を中心に分布する。大半は底生魚で、発達した胸鰭と腹鰭を用いて海底を歩くように移動する。 ハナオコゼは例外的に表層性で、ホンダワラなどの流れ藻に帯同した浮遊生活を送る。ピエロカエルアンコウ  Antennarius biocellatus は本科魚類としては唯一、汽水域・淡水にも進出する。形態や色彩の変異に富む種類が多く、観賞魚としても知られる一群である。
体長は3~36 cm、体高は高く丸みを帯び、項部のせり上がりは目立たない。誘引突起の発達は顕著で、形態は種によってさまざま。口は大きく、眼は体の側面を向く。体は薄い皮膚に覆われ、表面は平滑または突起を有し、多くの種は浮き袋を持つ。鰓の開口部は胸鰭基部の直下または後方に位置する 。腹鰭は1棘5軟条で、背鰭・胸鰭・臀鰭の軟条はそれぞれ10-16本、6-14本、6-10本。口蓋骨に歯を持ち、頭頂骨は上後頭骨によって分割される。
- Allenichthys 属
- カエルアンコウ属 Antennarius
- カエルアンコウモドキ属 Antennatus
- Echinophryne 属
- Fowlerichthys 属
- Histiophryne 属
- ハナオコゼ属 Histrio
- Kuiterichthys 属
- Lophiocharon 属
- Nudiantennarius 属
- Phyllophryne 属
- Rhycherus 属
- Tathicarpus 属

#### Tetrabrachiidae 科
Tetrabrachiidae 科は2属2種。オーストラリア・ニューギニア島・モルッカ諸島などの近海に生息し、体長は最大7cm程度の小型魚類である。
体は細長く側扁し、項部はせり上がる。口と眼は小さく、眼は背側向きで、浮き袋を持たない。背鰭軟条および臀鰭の鰭条はそれぞれ16-17本、11-12本。胸鰭は9本の鰭条を持ち、2つの部分に分かれる。口蓋骨の歯を欠く。
- Dibrachichthys 属
- Tetrabrachium 属

#### Lophichthyidae 科
Lophichthyidae 科は1属1種で、ニューギニア島西部のアラフラ海に分布する Lophichthys boschmai のみを含む。項部は平坦で、口蓋骨に歯を持つ。背鰭・胸鰭・臀鰭の鰭条はそれぞれ12-13本、7本、9本。
- Lophichthys 属

#### ブラキオーニクテュス 科

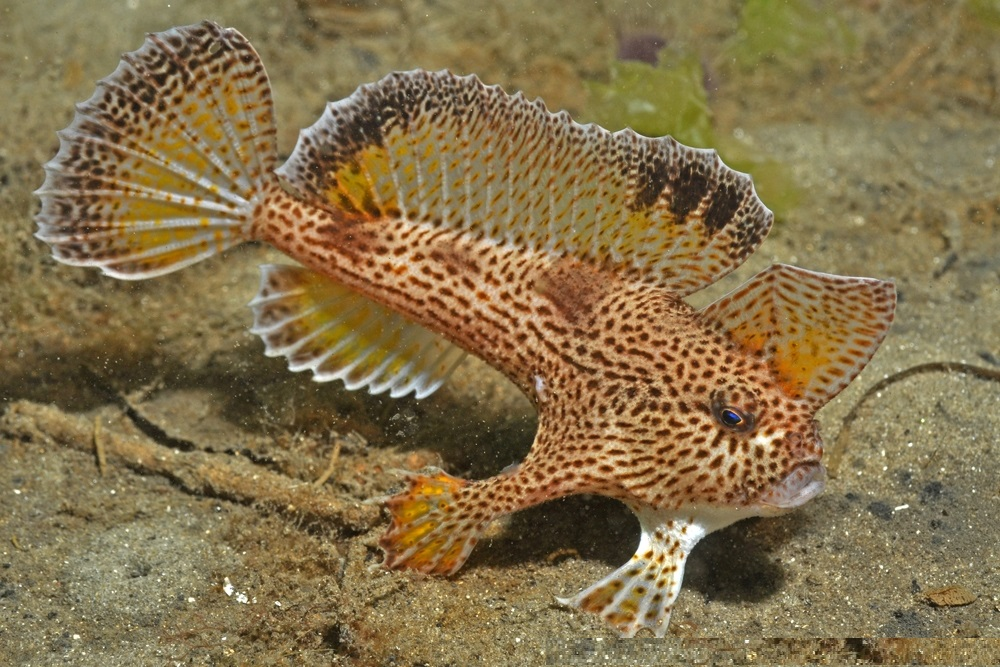
ブラキオーニクテュス科の1種。鰭膜によってつながった頭部の背鰭棘条が本科の特徴

ブラキオーニクテュス科 Brachionichthyidae は5属14種からなり、タスマニア島周辺を中心としたオーストラリア南部の水深60 mまでの沿岸に分布する底生魚のグループである。イタリアの始新世の地層から、複数の化石種が見つかっている。
体長は最大15 cmで体高は高く、皮膚は平滑または突起で覆われる。鰓の開口部は小さく、胸鰭基部の後方に位置する。背鰭の第2・第3棘条は独立せず、鰭膜によってつながっている。背鰭軟条は15-18本で分枝せず、臀鰭の鰭条は7-10本、腹鰭は1棘4軟条。頭頂骨は正中線で接する。
- Brachionichthys 属
- Brachiopsilus 属
- Pezichthys 属
- Sympterichthys 属
- Thymichthys 属

### フサアンコウ亜目
フサアンコウ亜目 Chaunacoidei は1科2属22種で構成される。本亜目は系統的にカエルアンコウ亜目を起源とし、アカグツ亜目を経てチョウチンアンコウ亜目に進化したと考えられている。以前はフサアンコウ上科 Chaunacioidea としてアカグツ亜目に含められていたが、Nelson（2016）の分類体系において独立の亜目とされた。

#### フサアンコウ科

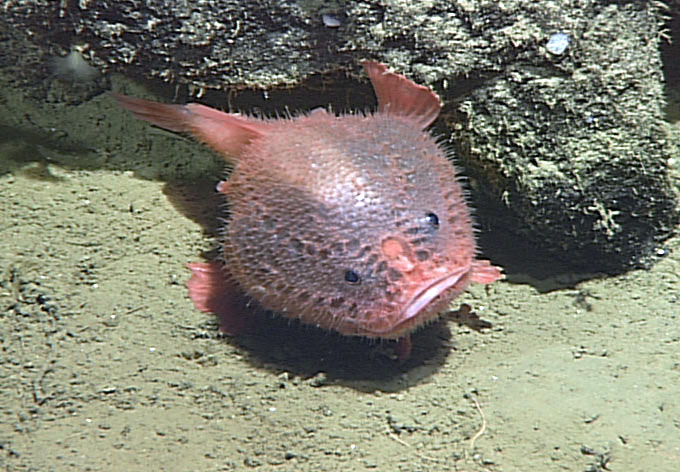
フサアンコウ科の1種。フサアンコウの仲間は丸みを帯びた体型と、ピンクやオレンジを基調とした鮮やかな体色を特徴とする

フサアンコウ科 Chaunacidae は2属22種を含む。三大洋に広く分布し、生息水深は90 mから2,000 m以深に及ぶ。体色はピンクから赤みがかったオレンジなど鮮やか。一部の種は日本で食用とされ、みりん干しや鍋物の材料として漁獲される。
体型は球状で、皮膚は突起で覆われる。誘引突起を持つが、他の背鰭棘条を欠く。口は斜め上向きで、鰓の開口部は胸鰭基部の後方に位置する。臀鰭の鰭条は5-7本。
- Chaunacops 属
- フサアンコウ属 Chaunax

### アカグツ亜目
アカグツ亜目 Ogcocephalioidei は1科10属78種で構成される。

#### アカグツ科

アカグツ科の1種。発達した胸鰭と腹鰭で体を支える

アカグツ科 Ogcocephalidae はアカグツ・フウリュウウオなど10属78種を含み、地中海を除く全世界の熱帯・亜熱帯海域に分布する。通常は深海性で、外洋の大陸棚および大陸斜面における水深1,500 mから3,000 mにかけての範囲に生息する種が多い。沿岸近くや河川にまで進出する種類も少数ながら知られている。独特な体型は遊泳には向いておらず、腕のように大きく発達した胸鰭とやや小さな腹鰭を使い、海底を歩くように移動する。
体長は最大種（ニシフウリュウウオ Ogcocephalus nasutus）で40 cm、多くの種類は20 cm前後。体は強く縦扁し平べったく、突起状の鱗で覆われる。側線器官と関連する特殊な形状の鱗を備える。誘引突起は背鰭第1棘の担鰭骨で構成され比較的短く、背鰭第2棘条も不明瞭ながら存在する。誘引突起を引っ込め、擬餌状体を収納するためのスペースを持つ。口はほぼ水平向きで、鰓の開口部は胸鰭基部またはやや上に位置する。背鰭軟条部と臀鰭は小さく、背鰭・胸鰭・臀鰭の鰭条はそれぞれ1-6本、10-19本、3-4本。
- ユメソコグツ属 Coelophrys
- ソコグツ属 Dibranchus
- アミメフウリュウウオ属 Halicmetus
- アカグツ属 Halieutaea
- ヒメグツ属[18] Halieutichthys
- ムシフウリュウウオ属 Halieutopsis
- フウリュウウオ属 Malthopsis
- ニシフウリュウウオ属[17] Ogcocephalus
- イガフウリュウウオ属 Solocisquama
- ツマリフウリュウウオ属[19] Zalieutes

### チョウチンアンコウ亜目
チョウチンアンコウ亜目 Ceratioidei は11科35属166種で構成され、地中海を除く全世界の深海に分布する。以前はチョウチンアンコウ上科 Ceratioidea としてアカグツ亜目に含められていたが、Nelson（2016）の分類体系において独立の亜目とされた。ほとんどの種は体長8cmに満たない小型の魚類で、外洋の深海（特に水深1,500 - 2,500mの中深層～漸深層）を漂泳し、誘引突起を利用して餌を捕食する。誘引突起を持つのは雌だけで、発光バクテリアによる共生発光を行うなど機能の発達が著しい。本亜目に共通する形態学的特徴として、腹鰭・偽鰓を欠き、多くの種は鱗を持たないこと、前頭骨が癒合しないことなどがある。胸鰭の鰭条は Ctenochirichthys 属（28-30本、ラクダアンコウ科）を除き12-28本、尾鰭鰭条は8-9本、椎骨は19-24個。上後頭骨は前頭骨の直後、頭頂骨の間に位置する。基舌骨を持たず、口蓋骨および下咽頭歯は退縮傾向または欠いている。
体格上の性的二形が顕著で、いずれの科でも雄は雌の3分の1から13分の1程度の大きさしかない矮雄（わいゆう）である。ミツクリエナガチョウチンアンコウ科など少なくとも4科の雄は、雌に寄生して生活することが知られている。これらの寄生性の雄は種に特異的なフェロモンを介して雌を発見し、体に噛み付いて一体化する。雌雄の血管は互いに接続し、雄は栄養供給を完全に雌に依存するようになり、生殖以外の機能は退化する。寄生をしない自由生活性の雄は変態後に一切の餌をとらず、仔魚期に蓄えた栄養のみで生活する。
変態を行う前の仔魚（浅海で生活することが多い）はしばしば親魚とまったく異なる形態をとり、同一種でありながら雄・雌・仔魚がそれぞれ別の種として認識されていた例もある。捕獲されることが稀な種類が多く、雄・雌・仔稚魚のいずれかしか見つかっていないもの、ごく少数の標本に基づき記載されている種もある。これまでに記載されたチョウチンアンコウ類のうちおよそ3分の1は、ただ1点の雌の標本しか知られていない。

#### ヒレナガチョウチンアンコウ科

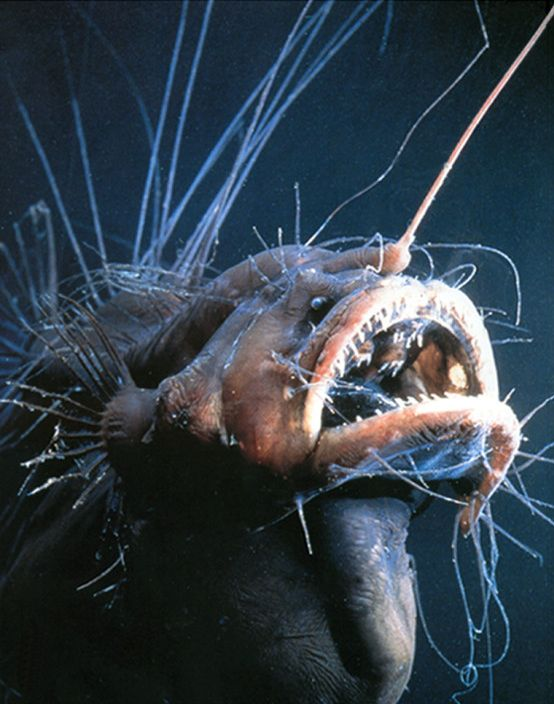
ヒレナガチョウチンアンコウ。発達した背鰭と臀鰭が特徴

ヒレナガチョウチンアンコウ科 Caulophrynidae は2属5種からなり、三大洋に分布する。雄は雌に寄生するが、性成熟は寄生の有無と関係なく達成される。
誘引突起に発光器官を持たない。仔魚の時点では腹鰭を持っており、これはチョウチンアンコウ類としては本科のみにみられる特徴である。背鰭と臀鰭の鰭条は著しく長く発達し、ヒレナガチョウチンアンコウ属ではそれぞれ14-22本・12-19本、Robia 属では6本・5本。胸鰭の橈骨は2本のみで（他のグループでは3-5本）、尾鰭の鰭条は8本。
- ヒレナガチョウチンアンコウ属 Caulophryne
- Robia 属

#### キバアンコウ科
キバアンコウ科 Neoceratiidae は1属1種で、キバアンコウ Neoceratias spinifer のみが所属する。雄は寄生性で、雌雄それぞれが性成熟に到達するためには、互いの結合が必要条件であると考えられている。同様の性質はミツクリエナガチョウチンアンコウ科・オニアンコウ科にも認められる。
誘引突起を持たず、雌は口からはみ出すほど大きな可動性の歯を有する。腹鰭を欠き、背鰭・胸鰭・臀鰭の鰭条はそれぞれ11-13本、12-15本、10-13本。
- キバアンコウ属[22] Neoceratias

#### クロアンコウ科
クロアンコウ科 Melanocetidae は1属6種を含み、三大洋に分布する。雄は自由生活性で、雌への寄生はしない。
体は丸みを帯び黒色で、鱗を欠いたゼラチン状の皮膚で覆われる。両顎に多数の牙状の歯を備え、雌では折りたたむことが可能。背鰭・胸鰭・臀鰭の鰭条はそれぞれ12-17本、15-23本、3-4本。
- クロアンコウ属 Melanocetus

#### チョウチンアンコウ科

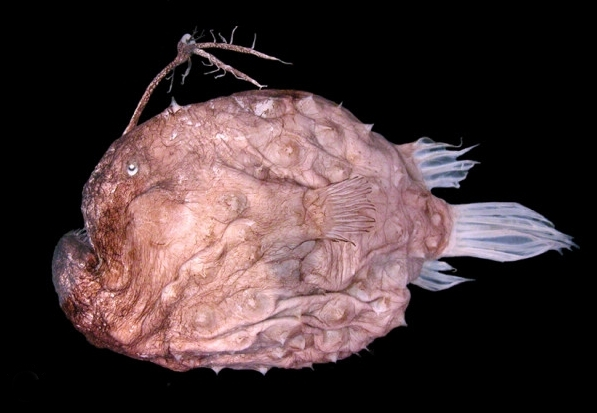
チョウチンアンコウ科の1種。口先は丸みを帯び、全身がトゲで覆われる

チョウチンアンコウ科 Himantolophidae は1属21種からなり、三大洋に分布する。雌は体長46 cm、雄は3.9 cmの記録があり、自由生活性のチョウチンアンコウ類の雄としては最大である。
雌の吻（口先）は短く丸みを帯び、全身がトゲを持つ骨板で覆われる。吻と下顎に隆起を持つ。背鰭・胸鰭・臀鰭・尾鰭の鰭条はそれぞれ5-6本、14-18本、4本、9本。チョウチンアンコウ類の中で唯一、雌雄ともに生涯を通じて頭頂骨を持たない。鰓条骨は6本で、上尾骨を欠く。
- チョウチンアンコウ属 Himantolophus

#### フタツザオチョウチンアンコウ科
フタツザオチョウチンアンコウ科 Diceratiidae は2属6種を含み、大西洋からインド洋・西太平洋にかけての熱帯・亜熱帯海域における大陸棚・大陸斜面の周辺に分布する。
雌の若い個体では誘引突起の後方に、発光器を備えたもう1本の棍棒状の鰭条を持つことが特徴である。皮膚にトゲはなく、背鰭・臀鰭の鰭条はそれぞれ5-7本、4本。擬鎖骨に接続する小さな腰骨を持つ。
- イナホツノアンコウ属[22] Bufoceratias
- フタツザオチョウチンアンコウ属 Diceratias

#### ラクダアンコウ科

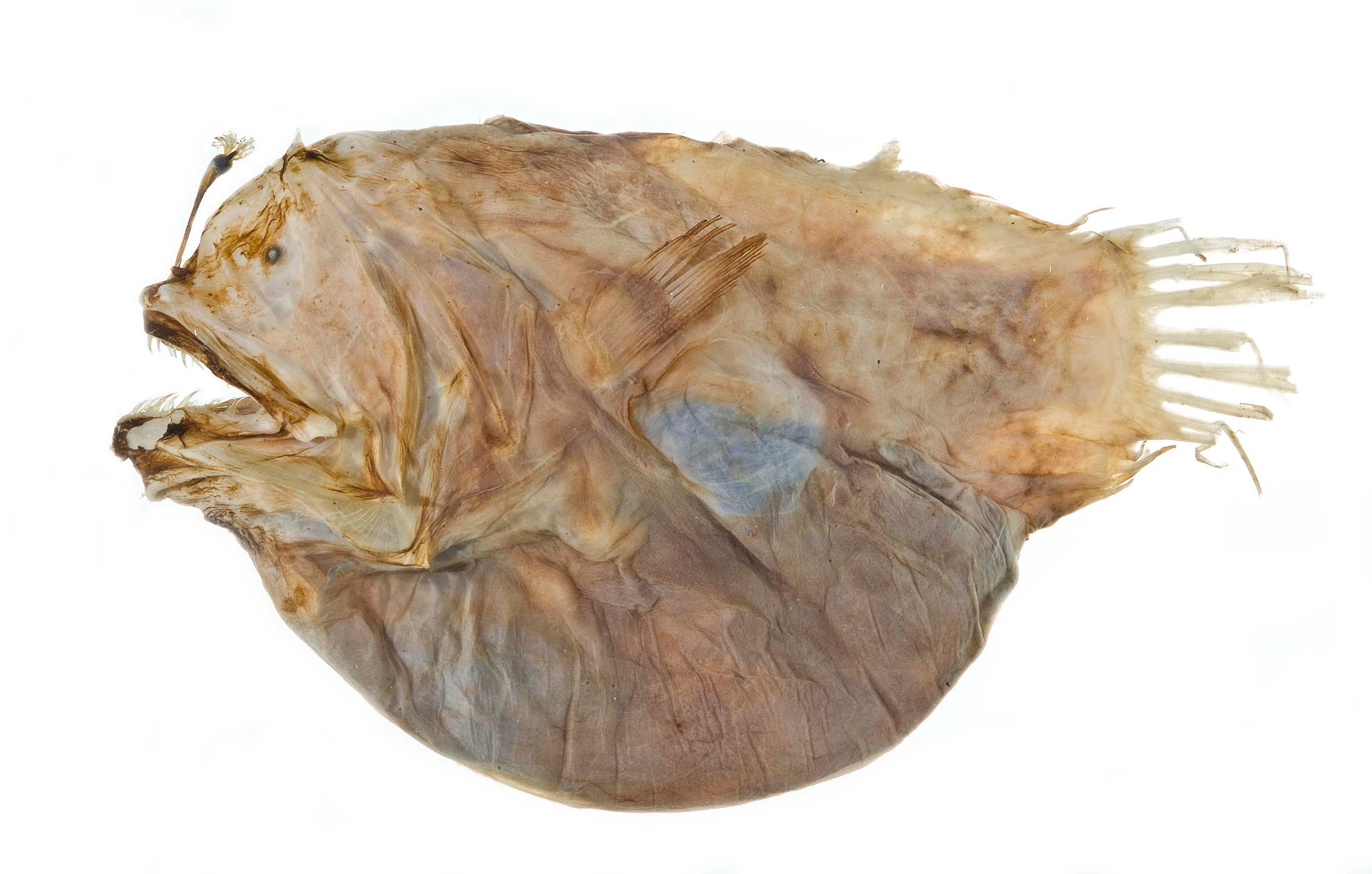
ラクダアンコウ科の1種。両顎の長さはほぼ同じ

ラクダアンコウ科 Oneirodidae には16属64種が所属し、チョウチンアンコウ亜目の中で最大のグループとなっている。バーテルセンアンコウ属とホソトゲラクダアンコウ属の一部を除き、雄は寄生をしない自由生活性。
体表は滑らかか、あるいは短いトゲに覆われる。両顎の長さはほぼ同じ。背鰭・胸鰭・臀鰭の鰭条はそれぞれ4-8本、13-30本、4-7本。
- バーテルセンアンコウ属 Bertella
- ラクダアンコウ属 Chaenophryne
- ツノラクダアンコウ属[22] Chirophryne
- Ctenochirichthys 属
- Danaphryne 属
- Dermatias 属
- ミミズクラクダアンコウ属[22] Dolopichthys
- ホソトゲラクダアンコウ属[22] Leptacanthichthys
- Lophodolos 属
- コエダアンコウ属[22] Microlophichthys
- ユメアンコウ属 Oneirodes
- Pentherichthys 属
- ハナビララクダアンコウ属[22] Phyllorhinichthys
- アクマアンコウ属[22] Puck
- Spiniphryne 属
- Tyrannophryne 属

#### タウマティクテュス科

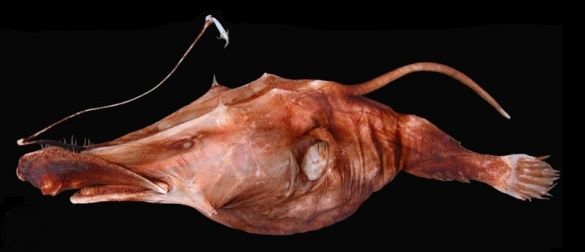
タウマティクテュス科の1種。上顎は長く突き出ている

タウマティクテュス科 Thaumatichthyidae は2属8種からなり、大西洋と太平洋に分布する。チョウチンアンコウ類としては例外的に、水深1,000 - 3,600 mの範囲における海底で底生生活を送る。形態はラクダアンコウ科に類似するが、上顎が下顎よりかなり長く、鰓蓋の上部が2つ以上に分かれていることが、他のチョウチンアンコウ類にはない特徴となっている。
- Lasiognathus 属
- Thaumatichthys 属

#### ザラアンコウ科
ザラアンコウ科 Centrophrynidae は1属1種で、ザラアンコウ（Centrophryne spinulosa）のみが所属する。雄は寄生性。
体は微小なトゲに覆われる。歯は小さく密生し、雌雄ともに若魚の時期には小さな顎ヒゲを持つ。背鰭・胸鰭・臀鰭の鰭条はそれぞれ5-7本、15-16本、5-6本。下鰓蓋骨にトゲを持つ。
- ザラアンコウ属[22] Centrophryne

#### ミツクリエナガチョウチンアンコウ科

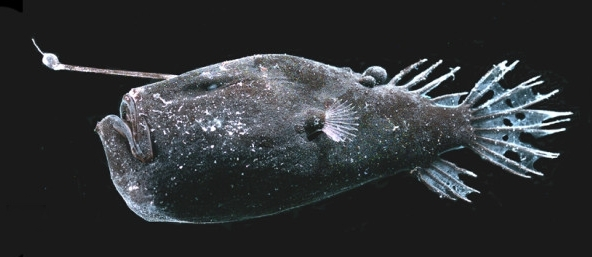
ミツクリエナガチョウチンアンコウ。背鰭軟条部の前にある肉質の突起が和名の由来

ミツクリエナガチョウチンアンコウ科 Ceratiidae はミツクリエナガチョウチンアンコウなど2属4種からなり、三大洋に分布する。チョウチンアンコウ類としては最も大きくなるグループで、ビワアンコウ（Ceratias holboelli）は最大1.2mにまで成長する。雄は寄生性で、互いの性成熟には雄の付着が必須である。仔魚は背中が突き出た、猫背のような体型を持つ。
口は極端に斜め上向きか、ほぼ垂直となる。背鰭軟条部の前方に、2または3本の肉質の突起が存在する。背鰭・胸鰭・臀鰭の鰭条はそれぞれ4-5本、15-19本、4本。頭頂骨は大きい。
- ビワアンコウ属 Ceratias
- ミツクリエナガチョウチンアンコウ属 Cryptopsaras

#### シダアンコウ科

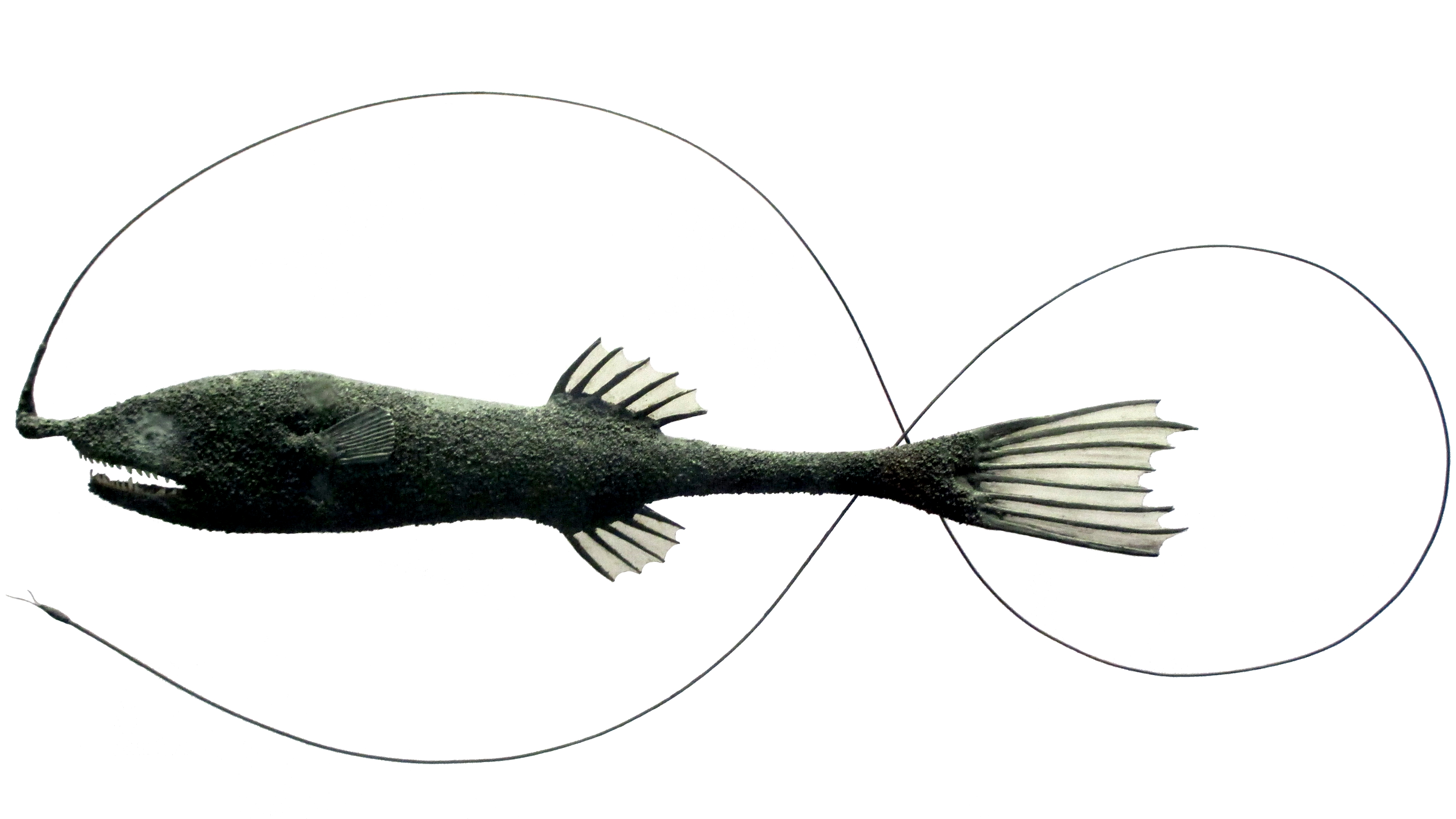
エナガシダアンコウ 。本科の仲間は著しく長い誘引突起と細長い体を持つ

シダアンコウ科 Gigantactinidae は2属23種からなり、三大洋に分布する。
体型は細長く、誘引突起は著しく伸長し、体長と同等かそれ以上に長いことがある。上顎はわずかに下顎より長い。背鰭・臀鰭・尾鰭の鰭条はそれぞれ3-10本、3-8本、9本。
- シダアンコウ属 Gigantactis
- Rhynchactis 属

#### オニアンコウ科

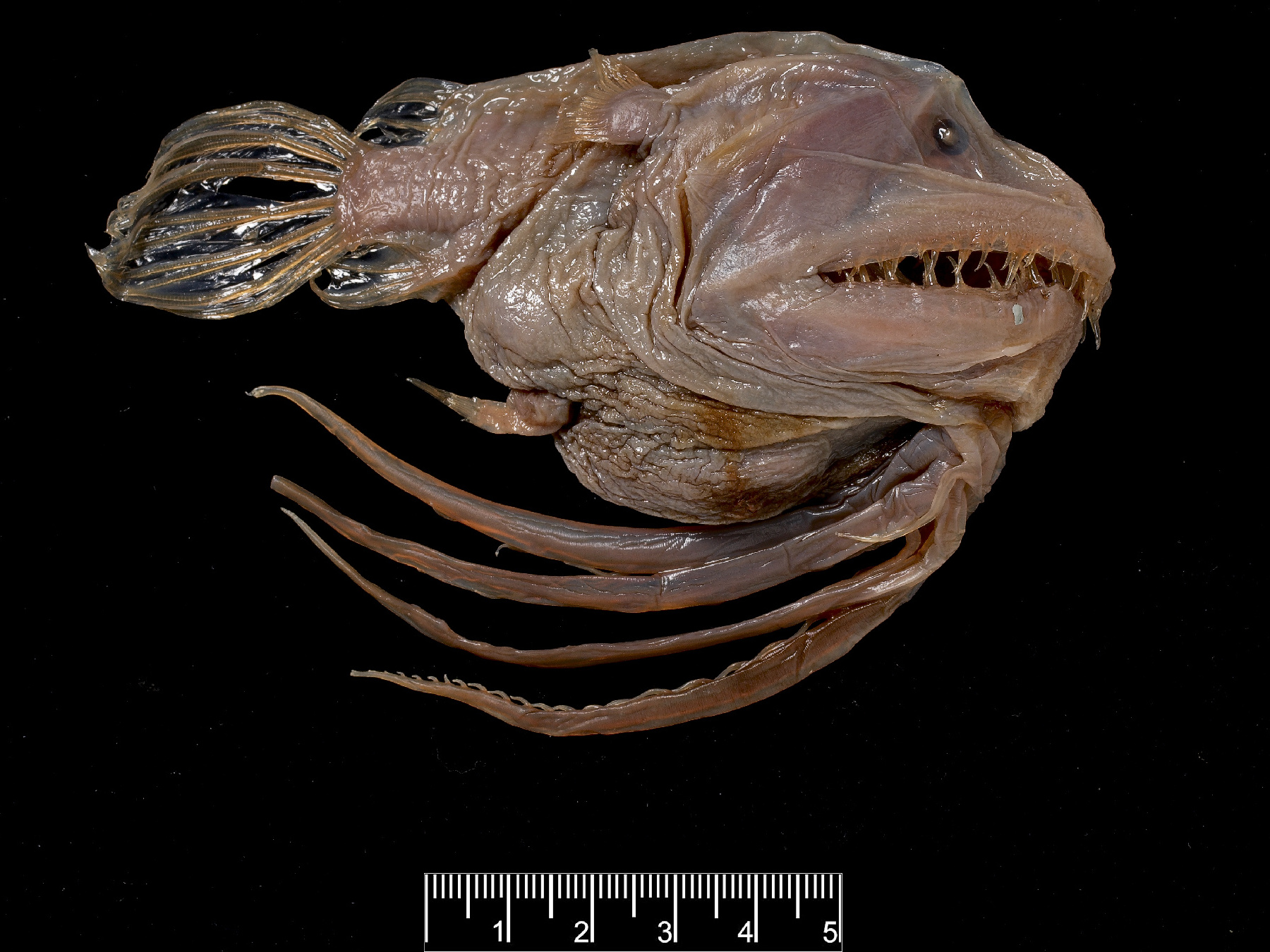
オニアンコウ科の1種。下顎の髭状構造物は本科の特徴で、発光器を有する種類もある

オニアンコウ科 Linophrynidae には5属27種が含まれ、大西洋・インド洋およびパナマ湾に分布する。雄は雌に寄生し、寄生後に両性の性成熟が起こる。
肛門は正中線上ではなく、やや左側寄りに開口する。オニアンコウ属の雌は顎ヒゲを持つ。背鰭・臀鰭の鰭条は通常3本。
- Acentrophryne 属
- Borophryne 属
- ユウレイオニアンコウ属[9] Haplophryne
- オニアンコウ属 Linophryne
- ヒカリオニアンコウ属[22] Photocorynus